# Portada/efemèride setembre 17
Karl Popper
« 16 de setembre · 17 de setembre · 18 de setembre »